# Liste der Kulturdenkmäler in Niederkirchen (Westpfalz)
In der Liste der Kulturdenkmäler in Niederkirchen sind alle Kulturdenkmäler der rheinland-pfälzischen Ortsgemeinde Niederkirchen einschließlich der Ortsteile Heimkirchen, Morbach und Wörsbach aufgeführt. Grundlage ist die Denkmalliste des Landes Rheinland-Pfalz (Stand: 21. Juli 2023).

## Denkmalzonen
| Bezeichnung                          | Lage                              | Baujahr                     | Beschreibung                                                                            | Bild            |
| ------------------------------------ | --------------------------------- | --------------------------- | --------------------------------------------------------------------------------------- | --------------- |
| Denkmalzone alter jüdischer Friedhof | Niederkirchen, Hahnenhügel Lage   | Anfang des 19. Jahrhunderts | zwei Grabsteine, wohl vom Anfang des 19. Jahrhunderts                                   | Fotos hochladen |
| Denkmalzone Neuer jüdischer Friedhof | Niederkirchen, Am Steinhügel Lage | 1860                        | 1860 eröffnet, ummauertes Areal mit etwa 70 Grabsteinen, 19. und frühes 20. Jahrhundert | Fotos hochladen |

## Einzeldenkmäler
| Bezeichnung                  | Lage                                                           | Baujahr                            | Beschreibung | Bild            |
| ---------------------------- | -------------------------------------------------------------- | ---------------------------------- | --- | --------------- |
| Protestantische Kirche       | Niederkirchen, Kirchstraße 1 Lage                              | 1723                               | barocker Saalbau, bezeichnet 1723 | Fotos hochladen |
| Portale                      | Niederkirchen, Schulstraße, an Nr. 17 Lage                     | 1552 und 1606                      | zwei Portale, Renaissance, bezeichnet 1552 und 1606 | BW              |
| Bügenmühle                   | Niederkirchen, nördlich des Ortes an der L 382 Lage            | zweite Hälfte des 18. Jahrhunderts | auch Buchenmühle; eingeschossiges spätbarockes Wohnhaus, zweite Hälfte des 18. Jahrhunderts, Scheune und Mühlengebäude wohl aus der ersten Hälfte des 19. Jahrhunderts; Brücke, 19. Jahrhundert | Fotos hochladen |
| Hofanlage                    | Heimkirchen, Bornweg 1 Lage                                    | 1875                               | Hofanlage; spätklassizistisches Einfirsthaus, bezeichnet 1875, Gewölbestall | Fotos hochladen |
| Protestantische Kirche       | Heimkirchen, Bornweg 5 Lage                                    | 1877/78                            | neugotischer Sandsteinquaderbau, 1877/78, Bauleiter Menges, Kaiserslautern | Fotos hochladen |
| Kriegerdenkmal               | Heimkirchen, Bornweg, bei Nr. 5 Lage                           | 1920er Jahre                       | Kriegerdenkmal 1914/18, Expressionismus, 1920er Jahre | Fotos hochladen |
| Inschriftstein               | Heimkirchen, Brunnenstraße, an Nr. 19 Lage                     | 1554                               | Inschriftstein, reliefiert, bezeichnet 1554 | BW              |
| Holborner Mühle              | Heimkirchen, südlich des Ortes (Holbornerhof 5) Lage           | 19. Jahrhundert                    | ehemalige Mühle; eingeschossiger nachbarocker Krüppelwalmdachbau, teilweise Fachwerk; Wohnhaus und Bruchsteinscheune, 19. Jahrhundert                                                           | BW              |
| Hofanlage                    | Heimkirchen, südlich des Ortes (Holbornerhof 8) Lage           | 1794                               | spätbarocke Einfirstanlage, bezeichnet 1794 | BW              |
| Kriegerdenkmal               | Morbach, Lindenstraße Lage                                     | nach 1930                          | Kriegerdenkmal 1914/18 und 1939/45, nach 1930 bzw. 1950 | Fotos hochladen |
| Protestantischer Glockenturm | Wörsbach, Olsbrücker Straße, bei Nr. 24 Lage                   | 1902                               | Sandsteinquaderbau, bezeichnet 1902 | Fotos hochladen |
| Hofanlage                    | Wörsbach, nordöstlich des Ortes (Amoshof 2) Lage               | 18. Jahrhundert                    | eingeschossige barocke Einfirstanlage, Krüppelwalmdach, 18. Jahrhundert | Fotos hochladen |
| Kriegerdenkmal               | Wörsbach, östlich des Ortes an der K 28, auf dem Friedhof Lage | 1920er Jahre                       | Kriegerdenkmal 1914/18, Expressionismus, 1920er Jahre | Fotos hochladen |
| Wohnhaus                     | Wörsbach, südöstlich des Ortes (Neuhof 3) Lage                 | um 1800                            | klassizistischer Krüppelwalmdachbau, um 1800 | Fotos hochladen |